# Nederland op de Paralympische Zomerspelen 1972
Nederland nam deel aan de Paralympische Zomerspelen 1972 in de Duitse stad Heidelberg.

## Medailleoverzicht
| Sport        | Olympiër                   | Discipline                | Medaille |
| ------------ | -------------------------- | ------------------------- | -------- |
| Atletiek     | De Vries-Noordam           | Kogelstoten 1A (v)        | Goud     |
| Tafeltennis  | De Vries-Noordam           | Individueel Klasse 1A (v) | Goud     |
| Zwemmen      | H. Hilberink               | 25 m rugslag 2 (v)        | Goud     |
| Zwemmen      | Harry Lamberts             | 100 m vrije slag 6 (m)    | Goud     |
| Zwemmen      | Ingrid van der Benden      | 100 m schoolslag 6 (v)    | Goud     |
| Zwemmen      | Ingrid van der Benden      | 100 m vrije slag 6 (v)    | Goud     |
| Zwemmen      | Ingrid van der Benden      | 3 x 50 m wisselslag 6 (v) | Goud     |
| Zwemmen      | Marijke Ruiter             | 100 m rugslag 5 (v)       | Goud     |
| Zwemmen      | Marijke Ruiter             | 100 m schoolslag 5 (v)    | Goud     |
| Zwemmen      | Marijke Ruiter             | 3 x 50 m wisselslag 5 (v) | Goud     |
| Zwemmen      | S. Jonker                  | 25 m schoolslag 1B (v)    | Goud     |
| Zwemmen      | van Opdorp                 | 25 m vrije slag 1B (v)    | Goud     |
|              |                            |                           |          |
| Atletiek     | De Vries-Noordam           | Wheelen 60 m 1A (v)       | Zilver   |
| Dartchery    | Piet Blanker Popke Popkema | Paren open (m)            | Zilver   |
| Zwemmen      | Gerrit Pomp                | 25 m rugslag 2 (m)        | Zilver   |
| Zwemmen      | Harry Lamberts             | 100 m schoolslag 6 (m)    | Zilver   |
| Zwemmen      | Harry Lamberts             | 3 x 50 m wisselslag 6 (m) | Zilver   |
| Zwemmen      | Mary Kuivenhoven           | 100 m schoolslag 5 (v)    | Zilver   |
| Zwemmen      | Mary Kuivenhoven           | 100 m vrije slag 5 (v)    | Zilver   |
| Zwemmen      | Nettie van der Krieke      | 50 m rugslag 3 (v)        | Zilver   |
| Zwemmen      | Nettie van der Krieke      | 50 m vrije slag 3 (v)     | Zilver   |
| Zwemmen      | Nettie van der Krieke      | 3 x 25 m wisselslag 3 (v) | Zilver   |
| Zwemmen      | S. Jonker                  | 25 m rugslag 2 (v)        | Zilver   |
|              |                            |                           |          |
| Atletiek     | E. H. Roek                 | Wheelen 100 m 5 (v)       | Brons    |
| Boogschieten | Popke Popkema              | FITA Ronde Open (m)       | Brons    |
| Tafeltennis  | P. Suijkerbuijk            | Individueel Klasse 1B (m) | Brons    |
| Tafeltennis  | Irene Schmidt              | Individueel Klasse 4 (v)  | Brons    |
| Zwemmen      | Gerrit Pomp                | 25 m schoolslag 2 (m)     | Brons    |
| Zwemmen      | Gerrit Pomp                | 25 m vrije slag 2 (m)     | Brons    |
| Zwemmen      | Graveland                  | 50 m schoolslag 4 (v)     | Brons    |
| Zwemmen      | Jeanne de Backer           | 100 m rugslag 5 (v)       | Brons    |
| Zwemmen      | Mary Kuivenhoven           | 3 x 50 m wisselslag 5 (v) | Brons    |
| Zwemmen      | van Opdorp                 | 25 m rugslag 1B (v)       | Brons    |

## Atletiek
| Plaats            | Discipline               | Categorie | Naam              | Afstand | Tijd | Punten |
| ----------------- | ------------------------ | --------- | ----------------- | ------- | ---- | ------ |
| 18                | Discuswerpen (m)         | 2         | Fluiter           | 12,15   |      |        |
| 29                | Discuswerpen (m)         | 3         | J. Levestone      | 14,20   |      |        |
| 17                | Discuswerpen (m)         | 5         | E. H. Roek        | 18,60   |      |        |
| Goud              | Kogelstoten (v)          | 1A        | De Vries-Noordam  | 2,59    |      |        |
| 6                 | Kogelstoten (m)          | 2         | J. F. G. Weijers  | 5,43    |      |        |
| 7                 | Kogelstoten (m)          | 2         | Fluiter           | 5,24    |      |        |
| 22                | Kogelstoten (m)          | 3         | P. H. van der Vis | 5,50    |      |        |
| 16                | Precisie-speerwerpen (m) |           | J. Levestone      |         |      | 33     |
| 38                | Precisie-speerwerpen (m) |           | van Eijck         |         |      | 30     |
| 11                | Slalom (m)               | 1B        | P. Suijkerbuijk   |         | 78.5 |        |
| 6                 | Slalom (m)               | 2         | J. F. G. Weijers  |         | 63.8 |        |
| 10                | Slalom (m)               | 3         | P. H. van der Vis |         | 57.0 |        |
| 21                | Slalom (m)               | 4         | Koekoek           |         | 59.3 |        |
| 8                 | Slalom (m)               | 5         | E. H. Roek        |         | 54.5 |        |
| 6                 | Speerwerpen (m)          | 2         | J. F. G. Weijers  | 15,79   |      |        |
| 16                | Speerwerpen (m)          | 2         | Fluiter           | 12,03   |      |        |
| 10                | Speerwerpen (m)          | 3         | J. Levestone      | 16,62   |      |        |
| Zilver            | Wheelen 60 m (v)         | 1A        | de Vries-Noordam  |         | 30.9 |        |
| 13                | Wheelen 60 m (m)         | 1B        | P. Suijkerbuijk   |         | 26.9 |        |
| 16de in de heats  | Wheelen 60 m (v)         | 4         | Irene Schmidt     |         | 21.9 |        |
| 9                 | Wheelen 100 m (m)        | 2         | J. F. G. Weijers  |         | 30.6 |        |
| 5                 | Wheelen 100 m (m)        | 3         | P. H. van der Vis |         | 24.0 |        |
| 26ste in de heats | Wheelen 100 m (m)        | 3         | J. Levestone      |         | 29.4 |        |
| Brons             | Wheelen 100 m (m)        | 5         | E. H. Roek        |         | 22.8 |        |

## Basketbal
| Paralympiër    | Onderdeel | Resultaat | Prestatie |
| -------------- | --------- | --------- | --------- |
| Namen onbekend | Mannen    |           |           |

## Boogschieten
| Plaats | Categorie                    | Naam          | Punten |
| ------ | ---------------------------- | ------------- | ------ |
| Brons  | FITA Ronde Open (m)          | Popke Popkema | 2151   |
| 7      | FITA Ronde Open (m)          | Piet Blanker  | 2054   |
| 10     | FITA Ronde Open (m)          | Van Opdorp    | 1959   |
| 7      | Korte Western Ronde Open (m) | Kruidenier    | 724    |
| 22     | Korte Western Ronde Open (m) | H. Pimmelar   | 679    |
| 29     | Korte Western Ronde Open (m) | Huls          | 623    |
| 33     | Korte Western Ronde Open (m) | Leemberg      | 597    |

## Dartchery
| Plaats | Categorie      | Naam          |
| ------ | -------------- | ------------- |
| Zilver | Paren open (m) | Piet Blanker  |
| Zilver | Paren open (m) | Popke Popkema |

## Tafeltennis
| Plaats       | Categorie                 | Naam             |
| ------------ | ------------------------- | ---------------- |
| Goud         | Individueel Klasse 1A (v) | de Vries-Noordam |
| Brons        | Individueel Klasse 1B (m) | P. Suijkerbuijk  |
| kwartfinales | Individueel Klasse 1B (m) | Pimmelar         |
| Brons        | Individueel Klasse 4 (v)  | Irene Schmidt    |

## Zwemmen
| Plaats            | Afstand                 | Categorie | Naam                  | Tijd/Punten |
| ----------------- | ----------------------- | --------- | --------------------- | ----------- |
| Brons             | 25 m rugslag (v)        | 1B        | van Opdorp            | 39.5        |
| Goud              | 25 m rugslag (v)        | 2         | H. Hilberink          | 29.7        |
| Zilver            | 25 m rugslag (m)        | 2         | Gerrit Pomp           | 25.5        |
| Zilver            | 25 m rugslag (v)        | 2         | S. Jonker             | 30.3        |
| 7                 | 25 m rugslag (v)        | 2         | Van Haasteren         | 37.4        |
| Zilver            | 50 m rugslag (v)        | 3         | Nettie van der Krieke | 54.418      |
| 7                 | 50 m rugslag (v)        | 4         | Graveland             | 1:03.131    |
| 17de in de heats  | 50 m rugslag (m)        | 4         | G. Uyt de Boogaardt   | 56.996      |
| Goud              | 100 m rugslag (v)       | 5         | Marijke Ruiter        | 1:24.831    |
| Brons             | 100 m rugslag (v)       | 5         | Jeanne de Backer      | 1:41.990    |
| 9de in de heats   | 100 m rugslag (m)       | 5         | E. H. Roek            | 1:34.294    |
| 19de in de heats  | 100 m rugslag (m)       | 5         | Prins                 | 1:55.943    |
| Brons             | 25 m schoolslag (m)     | 2         | Gerrit Pomp           | 26.8        |
| Goud              | 25 m schoolslag (v)     | 1B        | S. Jonker             | 44.2        |
| 4                 | 25 m schoolslag (v)     | 2         | S. Jonker             | 31.6        |
| 6                 | 25 m schoolslag (v)     | 2         | H. Hilberink          | 36.4        |
| 13de in de heats  | 25 m schoolslag (v)     | 2         | van Haasteren         | 50.8        |
| Brons             | 50 m schoolslag (v)     | 4         | Graveland             | 1:00.814    |
| 18de in de heats  | 50 m schoolslag (m)     | 4         | G. Uyt de Boogaardt   | 1:06.740    |
| Goud              | 100 m schoolslag (v)    | 5         | Marijke Ruiter        | 1:48.816    |
| Zilver            | 100 m schoolslag (v)    | 5         | Mary Kuivenhoven      | 2:04.465    |
| 5de in de heats   | 100 m schoolslag (m)    | 5         | E. H. Roek            | 2:07.928    |
| 12de in de heats  | 100 m schoolslag (m)    | 5         | Prins                 | 2:39.256    |
| Goud              | 100 m schoolslag (v)    | 6         | Ingrid van der Benden | 1:49.289    |
| Zilver            | 100 m schoolslag (m)    | 6         | Harry Lamberts        | 1:42.813    |
| Goud              | 25 m vrije slag (v)     | 1B        | van Opdorp            | 45.6        |
| Brons             | 25 m vrije slag (m)     | 2         | Gerrit Pomp           | 23.7        |
| 5                 | 25 m vrije slag (v)     | 2         | Van Haasteren         | 33.7        |
| 8                 | 25 m vrije slag (v)     | 2         | H. Hilberink          | 38.0        |
| Zilver            | 50 m vrije slag (v)     | 3         | Nettie van der Krieke | 52.075      |
| 20ste in de heats | 50 m vrije slag (m)     | 4         | G. Uyt de Boogaardt   | 59.129      |
| Zilver            | 100 m vrije slag (v)    | 5         | Mary Kuivenhoven      | 1:33.482    |
| 4                 | 100 m vrije slag (v)    | 5         | Jeanne de Backer      | 1:50.610    |
| Goud              | 100 m vrije slag (v)    | 6         | Ingrid van der Benden | 1:12.460    |
| Goud              | 100 m vrije slag (m)    | 6         | Harry Lamberts        | 1:12.702    |
| Zilver            | 3 x 25 m wisselslag (v) | 3         | Nettie van der Krieke | 1:32.6      |
| Goud              | 3 x 50 m wisselslag (v) | 5         | Marijke Ruiter        | 2:21.185    |
| Brons             | 3 x 50 m wisselslag (v) | 5         | Mary Kuivenhoven      | 2:41.879    |
| 5                 | 3 x 50 m wisselslag (v) | 5         | Jeanne de Backer      | 3:07.536    |
| Goud              | 3 x 50 m wisselslag (v) | 6         | Ingrid van der Benden | 2:18.038    |
| Zilver            | 3 x 50 m wisselslag (m) | 6         | Harry Lamberts        | 2:16.472    |

Argentinië · 
Australië · 
Bahama's · 
België · 
Bondsrepubliek Duitsland · 
Brazilië · 
Canada · 
Denemarken · 
Egypte · 
Finland · 
Frankrijk · 
Groot-Brittannië · 
Hong Kong · 
Hongarije · 
Ierland · 
India · 
Israel · 
Italië · 
Jamaica · 
Japan · 
Joegeslavië · 
Kenia · 
Korea · 
Maleisië · 
Malta · 
Mexico · 
Nederland · 
Nieuw-Zeeland · 
Noorwegen · 
Oeganda · 
Oostenrijk · 
Peru · 
Polen · 
Rhodesië · 
Roemenië · 
Spanje · 
Tsjecho-Slowakije · 
Verenigde Staten · 
Zuid-Afrika · 
Zweden · 
Zwitserland